# Roper Dampfrad

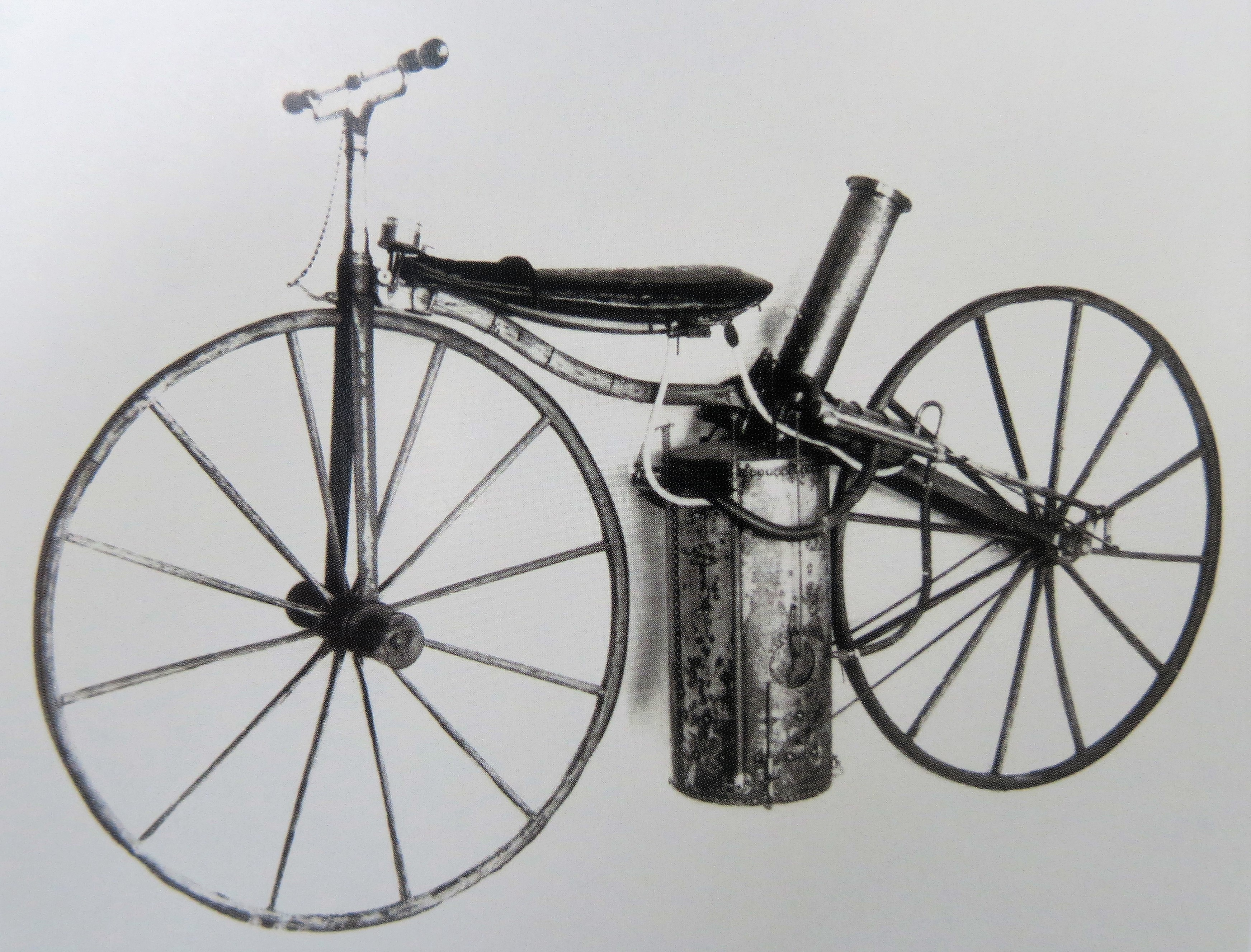
Roper Steam Velocipede (1869)

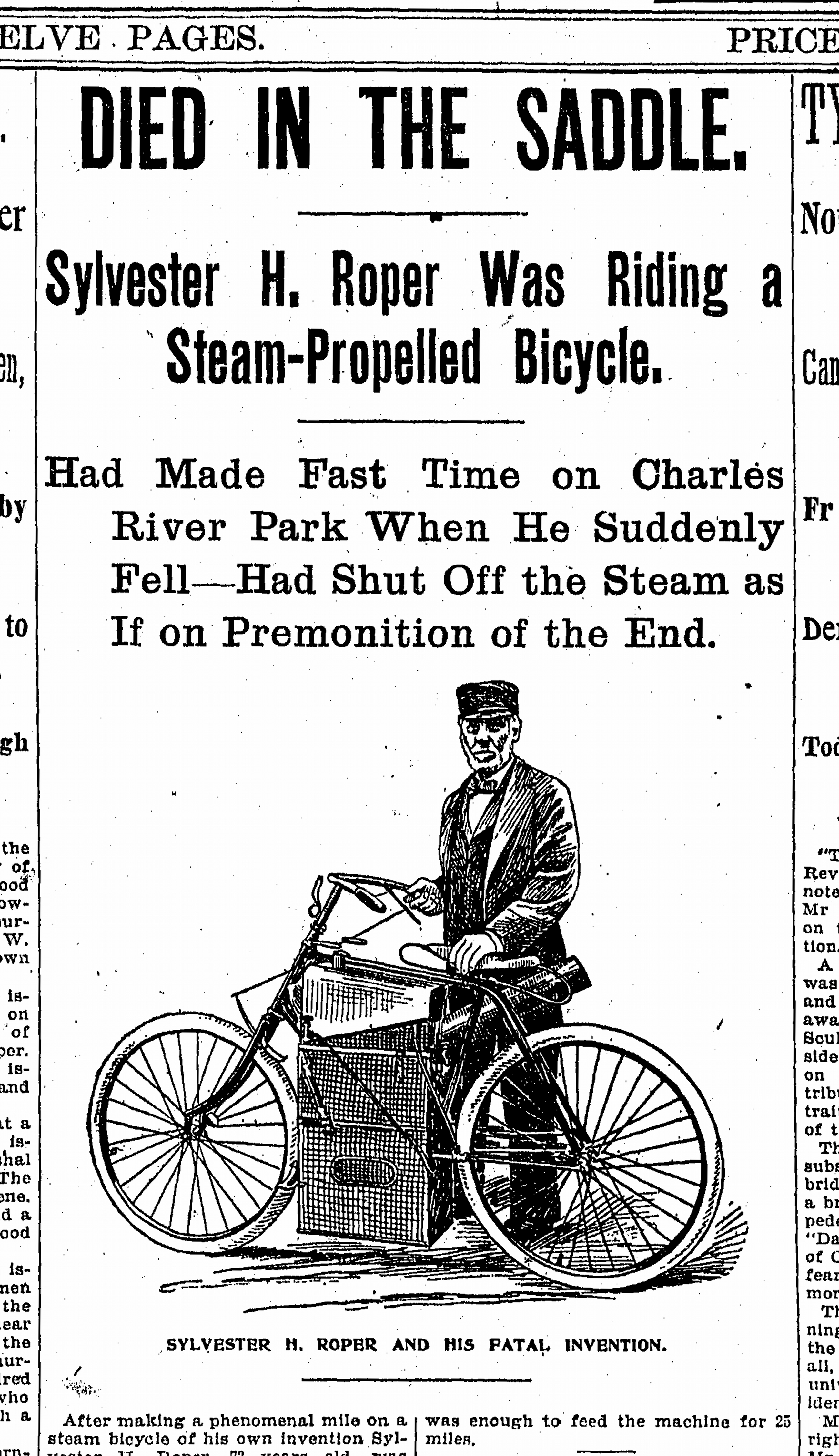
Roper Dampfrad von 1894–1896

Das US-amerikanische Roper Dampfrad war ein Vorläufer des Motorrads.

## Roper-Dampfrad um 1869
Um 1869 baute Sylvester H. Roper (* 24. November 1823 in Francestown, New Hampshire; † 1. Juni 1896 in Cambridge, Massachusetts) in einen stahlverstärkten Holzrahmen, einem Nachbau eines Michaux-Rahmens, eine Dampfmaschine. Der Kessel mit Holzkohlebefeuerung war zwischen die Räder gehängt, der Antrieb erfolgte mit einer Schubstange direkt auf die Hinterachse. Im Gegensatz zum Michaux-Perreaux-Dampfrad hatte Roper kein Patent für sein Dampfrad mit „Schornstein auf dem Kessel“ angemeldet, daher gibt es auch keine exakten Angaben zum Herstellungsjahr. Der Historiker Stephen Wright gibt das Datum der Fertigstellung mit „vier Jahre nach dem Sezessionskrieg“ an. Das Exemplar in der Sammlung America on the Move der Smithsonian Institution wurde von dieser „um 1869“ datiert. Längere Fahrten mit dem ersten Modell von 1869 sind umstritten und gelten als nicht belegt. Dennoch trat Roper erwiesenermaßen mit seinem Dampfrad auf Zirkusveranstaltungen und Messen auf.

## Roper Dampfrad 1894–1896
Ein weiteres Roper-Dampfrad, eine Weiterentwicklung basierend auf dem Fahrgestell der Pope Manufacturing Company, ist für das Jahr 1894 bis 1896 belegt. Für dieses Modell sind auch technische Daten verfügbar. Eine Bohrung von 1 3/4 und ein Hub von 4 Zoll ergaben einen Hubraum von 9,6 Kubikzoll (158 cm³). Die Leistung betrug 3 PS, die Höchstgeschwindigkeit 48 km/h.
Roper stellte 1896 in Boston mit einem überarbeiteten Dampfrad einen Geschwindigkeitsrekord von 64 km/h auf. Roper starb mit diesem Modell bei Versuchsfahrten; einer der ersten belegten tödlichen „Motorrad-Unfälle“ der Geschichte.
Ein original Roper Dampfrad aus dem Jahre 1894 wurde bei einer Auktion im Januar 2012 aufgerufen. Experten erwarteten eine Rekordsumme, diese wurde mit 425.000 US-Dollar zwar erreicht, der Preis war jedoch nicht hoch genug für einen Zuschlag.